# Donna Noble
Donna Noble je fiktivni lik iz britanske ZF TV serije Doctor Who. Glumi ju britanska glumica i komičarka, Catherine Tate. Donna je suputnica Desetog Doktora (David Tennant). U početku se pojavila samo u završnoj sceni zadnje epizode druge sezone i kao gostujuća glumica u Božićnom specijalu te godine. Nije bilo planova da se Donna vrati u seriju; Doktor je u trećoj sezoni putovao sa studenticom medicine, Marthom Jones (Freema Agyeman). Međutim, Tate je izrazila želju za povratkom u seriju, pa se Donna vratila tijekom četvrte sezone, i u Božićnom i Novogodišnjem specijalu 2009./2010. Kraj vremena - 1. dio (Doctor Who).

## Biografija

### Rani život
Donna Noble je jedina kćer Geoffa i Sylvije Noble i unuka Wilfreda Motta. Prvog dana škole poslana je kući jer je grizla drugu djecu. Kad je imala šest godina, majka ju je odbila odvesti na ljetovalište. Donna je sjela u autobus i sama otišla u Strathclyde. Djed ju je podsjetio na taj incident kako bi ju ohrabrio. Cijeli je život navijala za West Ham United.
Donnina karijera većinom se sastojala od poslova privremene tajnice. Jedno je vrijeme radila u knjižnici. Propustila je Sykorašku (N. jd. im. Sycorax) Božićnu invaziju zbog mamurluka, kao i Bitku Canary Wharfa jer je bila na tečaju ronjenja u španjolskoj. Kao rezultat, bila je nespremna susresti vanzemaljske oblike života. U lipnju 2007, dobila je izbor raditi za Jivala Chowdryja ili biti privremena tajnica u H.C. Clementsu, tvrtci u Londonu. Iako je prvi izbor razmotrila zbog majčine napadnosti, zbog nesreće na cesti nije skrenula desno prema Little Sutton Street u smjeru Griffin's Parade, već je odabrala privremeno radno mjesto u H.C. Clementsu skretanjem lijevo, prema Chiswick High Roadu. Donna tada nije znala da je nesreću uzrokovala upravo buduća verzija nje iz paralelne stvarnosti.
Na radnom mjestu u H.C. Clementsu, postepeno se zaljubila u Lancea Bennetta, kojeg je gnjavila da stupe u brak. Isplanirala je vjenčanje, no nije bila svjesna da joj je Lance, po naredbi carice Raknossa, izvanzemaljske vrste s početka stvaranja Zemlje, stavljao smrtonosne huonske čestice u kavu.

### Upoznavanje Doktora
Na vjenčanju, održanom na Badnjak 2007., dok je koračala prema oltaru, njezino uzbuđenje aktiviralo je huonske čestice, koje je privukao Doktorov TARDIS. Roboti djedi Božićnjaci spriječili su Doktora da ju vrati na vjenčanje u dogledno vrijeme, ali stigli su na svadbu; kad je primijetila da je slavlje započelo bez nje, bila je izvan sebe od ljutnje. Kad je robotsko božićno drvce počelo aktivirati bombe u obliku kuglica za bor, Donna i Doktor krenuli su istraživati H.C. Clements. To ih je dovelo do napuštene tajne Torchwoodske baze ispod rijeke Temze, gdje se otkriva kako Lance surađuje s Racnossima. Donni je srce bilo slomljeno nakon što je shvatila da se Lance cijelo vrijeme poigravao njenim osjećajima, ali joj ga je ipak bilo žao kad ga je carica izigrala i nahranila svoju djecu njegovim truplom. Donna tada pomaže Doktoru da pobijedi caricu, i sprječava ga od uništavanja cijele baze, nesvjesna da mu je spasila život. Odbila je Doktorovu ponudu da putuje s njim, jer ju je prestrašilo sve što Doktor može, i spreman je učiniti.

### Pridruživanje Doktoru
Nakon susreta s Doktorom, Donnine oči su se otvorile za cijeli svemir, pa nije mogla nastaviti živjeti kao do sada. Otac, Geoff Noble, joj je preminuo, pa se Wilfred Mott, djed s majčine stane, uselio s njima. Donna je pokušala živjeti bez Doktora: otišla je u Egipat na dva tjedna, tražeći uzbuđenje. Kada to nije uspjelo, počela je istraživati neobjašnjive pojave, nadajući se da će ponovno sresti Doktora. Također je djedu nosila kavu kadgod bi bio otišao promatrati zvijezde na obližnje brdo.
2009., napokon je sustigla Doktora dok su oboje istraživali Adipose Industries, tvrtku koja prodaje tablete za mršavljenje. Nakon što je Donna spriječila rađanje Adipoza smrtonosnom pretvorbom ljudskog tkiva u mlade Adipoze, počela je putovati s Doktorom. Za razliku od većine Doktorovih suputnika, spakirala je nekoliko kofera za put, kako bi bila spremna za sve vremenske uvjete,  uključujući i kutiju šešira, "kako bi bila spremna za planet šešira". Doktor je svoj TARDIS parkirao odmah pored Donninog auta, što će se kasnije ispostaviti važnim. Doktor se na početku ustručavao povesti ju, ali je pristao nakon što ga je Donna uvjerila da, za razliku od prijašnjih suputnika, nema romantičnih osjećaja prema njemu.
Prije nego što je otišla, pokušavajući naći prikladno mjesto da majci ostavi ključeve od auta, prišla je plavuši na cesti; plavuša je Rose Tyler, koja se nakratko vratila iz paralelnog svemira u kojem je ostala zatočena. Ušavši u TARDIS, Donna je zamolila Doktora da odleti gdje ju je djed mogao vidjeti teleskopom, kako bi ga pozdravila.

### Putovanja s Doktorom
Nakon odlaska, Donna i Doktor odlaze u Pompeje na dan erupcije Vezuva, 79. AD. Donna pokušava Doktora uvjeriti da spriječi erupciju, ali on tvrdi da je to nemoguće jer je to fiksna točka u vremenu. Ona i Doktor su bili odgovorni za erupciju; no, uspjela ga je nagovoriti da spasi bar jednu obitelj, koja naposljetku počinje štovati Doktora i Donnu kao kućne bogove.
Nakon toga, Donna i Doktor odlaze u Oodsferu godine 4126. gdje susreću pokorene Oode. Oodi su telepati koji se rađaju s djelom mozga u šaci. Ljudi ih pokoravaju tako što im taj dio mozga uklanjaju, a Oodski Mozak, koji sve Oode telepatski povezuje, biva blokiran. Nakon što oslobode zatočene Oode, Ood Sigma Donnu naziva DoktorDonna. Ni Doktor ni Donna tad ne razumiju važnost tog naziva.